# 岩戸北
岩戸北（いわどきた）は、東京都狛江市の地名。現行行政地名は岩戸北一丁目から岩戸北四丁目。郵便番号は201-0004。

## 地理
狛江市の東部に位置する。
東から時計回りで、世田谷区喜多見、狛江市岩戸南、狛江市、狛江市岩戸南、狛江市東和泉、狛江市和泉本町、狛江市東野川、に隣接する。

## 世帯数と人口
2022年（令和4年）4月1日現在の世帯数と人口は以下の通りである。
| 町丁         | 世帯数    | 人口    |
| ------------ | --------- | ------- |
| 岩戸北一丁目 | 989世帯   | 1,938人 |
| 岩戸北二丁目 | 1,008世帯 | 2,158人 |
| 岩戸北三丁目 | 1,765世帯 | 3,030人 |
| 岩戸北四丁目 | 1,101世帯 | 1,732人 |
| 計           | 4,863世帯 | 8,858人 |

## 小・中学校の学区
市立小・中学校に通う場合、学区は以下の通りとなる。
| 丁目   | 番地 | 小学校                 | 中学校                 |
| ------ | ---- | ---------------------- | ---------------------- |
| 一丁目 | 全域 | 狛江市立狛江第一小学校 | 狛江市立狛江第一中学校 |
| 二丁目 | 全域 | 狛江市立狛江第五小学校 | 狛江市立狛江第一中学校 |
| 三丁目 | 全域 | 狛江市立狛江第一小学校 | 狛江市立狛江第一中学校 |
| 四丁目 | 全域 | 狛江市立狛江第三小学校 | 狛江市立狛江第二中学校 |

## 交通

### 鉄道
| 近隣の街区の駅                                   |
| ------------------------------------------------ |
| 小田急小田原線 - 喜多見駅(OH 15) - 狛江駅(OH 16) |

厳密にいえば町内に鉄道駅はない。ただし喜多見駅の所在地は世田谷区となっているものの、ホームの一部が町内に存在する。また町域の西側は狛江駅が近接している。

### バス
すべて小田急バスによる運行。
- 玉08 二子玉川駅 - 二の橋 - 一の橋 - 狛江駅北口 - 調布駅南口
- 渋26 渋谷駅 - 三軒茶屋 - 上町 - 成育医療研究センター前 - 二の橋 - 一の橋 - 狛江駅北口 - 調布駅南口
- こまバス（南ルート） 狛江駅北口 → 和泉多摩川駅 → こまえ苑 → いちょう通り中央 → 喜多見駅 → ふれあい側道 → 狛江駅北口

### 道路
- 東京都道・神奈川県道3号世田谷町田線（世田谷通り）
- 東京都道11号大田調布線（町内の全区間都道3号との重複区間である。）

## 施設
- 電力中央研究所 狛江地区
- 慶岸寺